# Leptonema anomalum
Leptonema anomalum is een schietmot uit de familie Hydropsychidae. De soort komt voor in het Neotropisch gebied.